# District de Nishimurayama
Le district de Nishimurayama (西村山郡, Nishimurayama-gun) est un district situé dans la préfecture de Yamagata, sur l'île de Honshū, au Japon.

## Géographie

### Démographie
En 2003, la population du district de Nishimurayama était de 47 043 habitants répartis sur une superficie de 796,26 km2 (densité de population de 59 hab./km2).

### Divisions administratives
Le district de Nishimurayama est constitué de quatre bourgs : Asahi, Kahoku, Nishikawa et Ōe.